# سرخس لیان‌شیان
سرخس لیان‌شیان (نام علمی: Adiantum lianxianense) نام یک گونه منقرض‌شده از سرده پرسیاوش است.